# Coupe du monde de luge
La coupe du monde de luge est une compétition annuelle de luge. Il s'agit du troisième plus prestigieux évènement de ce sport après les Jeux olympiques d'hiver et les championnats du monde de luge. Les participants marquent des points à chacune des épreuves qui déterminent le classement général. Cette compétition a été créée en 1977 et se déroule principalement sur le continent européen, nord-américain et asiatique depuis les années 2010.
Les vainqueurs du classement général hommes, femmes et doubles se voient remettre un gros Globe de cristal.
Norbert Huber est l'unique lugueur dans l'histoire de la coupe du monde à avoir remporté le globe de cristal en simple (3 globes de cristal) et en doubles (8 globes de cristal).
En simple hommes, l'Autrichien Markus Prock et l'Italien Armin Zöggeler détiennent le record de 10 globes de cristal chacun.
En simple femmes, c'est l'Allemande Natalie Geisenberger qui détient le record avec 8 globes de cristal. 
Enfin en doubles, c'est le duo Italien Norbert Huber et Hansjörg Raffl qui détient le record avec 8 globes de cristal.

## Palmarès
: actif en 2024/2025

### Classement général Hommes (gros globe)
| Année | Vainqueur                        | Deuxième             | Troisième                             |
| 2025  | Max Langenhan                    | Nico Gleirscher      | Felix Loch                            |
| 2024  | Max Langenhan                    | Kristers Aparjods    | Felix Loch                            |
| 2023  | Dominik Fischnaller              | Felix Loch           | Max Langenhan                         |
| 2022  | Johannes Ludwig                  | Wolfgang Kindl       | Felix Loch Kristers Aparjods          |
| 2021  | Felix Loch                       | Johannes Ludwig      | Semen Pavlichenko                     |
| 2020  | Roman Repilov                    | Dominik Fischnaller  | Semen Pavlichenko                     |
| 2019  | Semen Pavlichenko                | Roman Repilov        | Felix Loch                            |
| 2018  | Felix Loch                       | Wolfgang Kindl       | Roman Repilov                         |
| 2017  | Roman Repilov                    | Felix Loch           | Wolfgang Kindl                        |
| 2016  | Felix Loch                       | Wolfgang Kindl       | Chris Mazdzer                         |
| 2015  | Felix Loch                       | Andi Langenhan       | Wolfgang Kindl                        |
| 2014  | Felix Loch                       | Armin Zöggeler       | Dominik Fischnaller                   |
| 2013  | Felix Loch                       | Andi Langenhan       | David Möller                          |
| 2012  | Felix Loch                       | Andi Langenhan       | David Möller                          |
| 2011  | Armin Zöggeler                   | Felix Loch           | Albert Demtschenko                    |
| 2010  | Armin Zöggeler                   | Albert Demtschenko   | Felix Loch                            |
| 2009  | Armin Zöggeler                   | David Möller         | Jan Eichhorn                          |
| 2008  | Armin Zöggeler                   | David Möller         | Albert Demtschenko                    |
| 2007  | Armin Zöggeler                   | David Möller         | Reinhold Rainer                       |
| 2006  | Armin Zöggeler                   | David Möller         | Tony Benshoof                         |
| 2005  | Albert Demtschenko               | Georg Hackl          | Markus Kleinheinz David Möller        |
| 2004  | Armin Zöggeler                   | Georg Hackl          | David Möller                          |
| 2003  | Markus Kleinheinz                | Georg Hackl          | Armin Zöggeler                        |
| 2002  | Markus Prock                     | Armin Zöggeler       | Georg Hackl                           |
| 2001  | Armin Zöggeler                   | Georg Hackl          | Markus Prock                          |
| 2000  | Armin Zöggeler                   | Jens Müller          | Georg Hackl                           |
| 1999  | Markus Prock                     | Georg Hackl          | Jens Müller                           |
| 1998  | Armin Zöggeler                   | Norbert Huber        | Gerhard Gleirscher                    |
| 1997  | Markus Prock                     | Jens Müller          | Wilfried Huber                        |
| 1996  | Markus Prock                     | Armin Zöggeler       | Georg Hackl                           |
| 1995  | Markus Prock                     | Armin Zöggeler       | Jens Müller                           |
| 1994  | Markus Prock                     | Duncan Kennedy       | Georg Hackl                           |
| 1993  | Markus Prock                     | Georg Hackl          | Duncan Kennedy                        |
| 1992  | Markus Prock                     | Duncan Kennedy       | Georg Hackl                           |
| 1991  | Markus Prock                     | Georg Hackl          | Jens Müller                           |
| 1990  | Georg Hackl                      | Markus Prock         | Norbert Huber                         |
| 1989  | Georg Hackl                      | Jens Müller          | Johannes Schettel                     |
| 1988  | Markus Prock                     | Juri Tschartschenkow | Jens Müller                           |
| 1987  | Norbert Huber                    | Rene Friedl          | Markus Prock Paul Hildgartner         |
| 1986  | Norbert Huber                    | Johannes Schettel    | Paul Hildgartner                      |
| 1985  | Norbert Huber                    | Markus Prock         | Gerhard Sandbichler Wolfgang Schädler |
| 1984  | Michael Walter                   | Norbert Huber        | Juri Tschartschenkow                  |
| 1983  | Paul Hildgartner                 | Sergej Danilin       | Ernst Haspinger                       |
| 1982  | Ernst Haspinger                  | Sergej Danilin       | Michael Walter                        |
| 1981  | Paul Hildgartner Ernst Haspinger |                      | Karl Brunner                          |
| 1980  | Ernst Haspinger                  | Karl Brunner         | Georg Fluckinger                      |
| 1979  | Paul Hildgartner                 | Hansjörg Raffl       | Karl Brunner                          |
| 1978  | Anton Winkler                    | Paul Hildgartner     | Manfred Schmid Gerd Böhmer            |

### Classement général Femmes (gros globe)
| Année | Vainqueur                     | Deuxième                | Troisième                                           |
| 2025  | Julia Taubitz                 | Madeleine Egle          | Lisa Schulte                                        |
| 2024  | Julia Taubitz                 | Anna Berreiter          | Madeleine Egle                                      |
| 2023  | Julia Taubitz                 | Dajana Eitberger        | Anna Berreiter                                      |
| 2022  | Julia Taubitz                 | Madeleine Egle          | Natalie Geisenberger                                |
| 2021  | Natalie Geisenberger          | Julia Taubitz           | Dajana Eitberger                                    |
| 2020  | Julia Taubitz                 | Tatiana Ivanova         | Victoria Demchenko                                  |
| 2019  | Natalie Geisenberger          | Julia Taubitz           | Summer Britcher                                     |
| 2018  | Natalie Geisenberger          | Dajana Eitberger        | Summer Britcher                                     |
| 2017  | Natalie Geisenberger          | Tatjana Hüfner          | Tatiana Ivanova                                     |
| 2016  | Natalie Geisenberger          | Tatiana Ivanova         | Tatjana Hüfner                                      |
| 2015  | Natalie Geisenberger          | Dajana Eitberger        | Tatjana Hüfner                                      |
| 2014  | Natalie Geisenberger          | Alex Gough              | Tatjana Hüfner                                      |
| 2013  | Natalie Geisenberger          | Anke Wischnewski        | Tatjana Hüfner                                      |
| 2012  | Tatjana Hüfner                | Natalie Geisenberger    | Anke Wischnewski                                    |
| 2011  | Tatjana Hüfner                | Natalie Geisenberger    | Anke Wischnewski                                    |
| 2010  | Tatjana Hüfner                | Natalie Geisenberger    | Anke Wischnewski                                    |
| 2009  | Tatjana Hüfner                | Natalie Geisenberger    | Anke Wischnewski                                    |
| 2008  | Tatjana Hüfner                | Silke Kraushaar-Pielach | Natalie Geisenberger                                |
| 2007  | Silke Kraushaar-Pielach       | Tatjana Hüfner          | Anke Wischnewski                                    |
| 2006  | Silke Kraushaar               | Sylke Otto              | Tatjana Hüfner                                      |
| 2005  | Barbara Niedernhuber          | Silke Kraushaar         | Sylke Otto                                          |
| 2004  | Sylke Otto                    | Silke Kraushaar         | Barbara Niedernhuber                                |
| 2003  | Sylke Otto                    | Silke Kraushaar         | Barbara Niedernhuber                                |
| 2002  | Silke Kraushaar               | Sylke Otto              | Barbara Niedernhuber                                |
| 2001  | Silke Kraushaar               | Sylke Otto              | Angelika Neuner                                     |
| 2000  | Sylke Otto                    | Silke Kraushaar         | Barbara Niedernhuber                                |
| 1999  | Silke Kraushaar               | Sylke Otto              | Barbara Niedernhuber                                |
| 1998  | Gerda Weissensteiner          | Silke Kraushaar         | Cammy Myler                                         |
| 1997  | Andrea Tagwerker              | Angelika Neuner         | Jana Bode                                           |
| 1996  | Jana Bode                     | Gerda Weissensteiner    | Gabriele Kohlisch                                   |
| 1995  | Sylke Otto                    | Gabriele Kohlisch       | Jana Bode                                           |
| 1994  | Gabriele Kohlisch             | Jana Bode               | Andrea Tagwerker Susi Erdmann                       |
| 1993  | Gerda Weissensteiner          | Doris Neuner            | Andrea Tagwerker                                    |
| 1992  | Susi Erdmann                  | Cammy Myler             | Doris Neuner Gabriele Kohlisch                      |
| 1991  | Susi Erdmann                  | Gerda Weissensteiner    | Gabriele Kohlisch                                   |
| 1990  | Julia Antipova                | Gerda Weissensteiner    | Jana Bode                                           |
| 1989  | Ute Oberhoffner               | Gerda Weissensteiner    | Julia Antipova                                      |
| 1988  | Julia Antipova                | Marie-Luise Rainer      | Gabriele Kohlisch                                   |
| 1987  | Cerstin Schmidt               | Marie-Luise Rainer      | Gabriele Kohlisch Bonny Warner                      |
| 1986  | Marie-Luise Rainer            | Cerstin Schmidt         | Ute Oberhoffner                                     |
| 1985  | Cerstin Schmidt               | Ute Oberhoffner         | Marie-Luise Rainer                                  |
| 1984  | Steffi Martin Bettina Schmidt |                         | Ute Oberhoffner                                     |
| 1983  | Ute Weiss                     | Ingrida Amantova        | Melitta Sollmann                                    |
| 1982  | Vera Zozula                   | Marie-Luise Rainer      | Monika Auer                                         |
| 1981  | Angelika Schafferer           | Monika Auer             | Marie-Luise Rainer                                  |
| 1980  | Angelika Schafferer           | Bettina Schmidt         | Christine Brunner                                   |
| 1979  | Angelika Schafferer           | Marie-Luise Rainer      | Christine Brunner                                   |
| 1978  | Regina König                  | Andrea Fendt            | Angelika Schafferer Margit Schumann Roswita Stenzel |

### Classement général Doubles Hommes (gros globe)
| Année | Vainqueur                            | Deuxième                                                      | Troisième                                                    |
| 2025  | Tobias Wendl Tobias Arlt             | Mārtiņš Bots Roberts Plūme                                    | Thomas Steu Wolfgang Kindl                                   |
| 2024  | Thomas Steu Wolfgang Kindl           | Tobias Wendl Tobias Arlt                                      | Mārtiņš Bots Roberts Plūme                                   |
| 2023  | Tobias Wendl Tobias Arlt             | Toni Eggert Sascha Benecken                                   | Mārtiņš Bots Roberts Plūme                                   |
| 2022  | Toni Eggert Sascha Benecken          | Andris Šics Juris Šics                                        | Tobias Wendl Tobias Arlt                                     |
| 2021  | Thomas Steu Lorenz Koller            | Andris Šics Juris Šics                                        | Toni Eggert Sascha Benecken                                  |
| 2020  | Toni Eggert Sascha Benecken          | Tobias Wendl Tobias Arlt                                      | Andris Šics Juris Šics                                       |
| 2019  | Toni Eggert Sascha Benecken          | Tobias Wendl Tobias Arlt                                      | Thomas Steu Lorenz Koller                                    |
| 2018  | Toni Eggert Sascha Benecken          | Tobias Wendl Tobias Arlt                                      | Peter Penz Georg Fischler                                    |
| 2017  | Toni Eggert Sascha Benecken          | Tobias Wendl Tobias Arlt                                      | Matthew Mortensen Jayson Terdiman                            |
| 2016  | Tobias Wendl Tobias Arlt             | Toni Eggert Sascha Benecken                                   | Peter Penz Georg Fischler                                    |
| 2015  | Toni Eggert Sascha Benecken          | Tobias Wendl Tobias Arlt                                      | Andris Šics Juris Šics                                       |
| 2014  | Tobias Wendl Tobias Arlt             | Toni Eggert Sascha Benecken                                   | Christian Oberstolz Patrick Gruber                           |
| 2013  | Tobias Wendl Tobias Arlt             | Toni Eggert Sascha Benecken                                   | Peter Penz Georg Fischler                                    |
| 2012  | Andreas Linger Wolfgang Linger       | Tobias Wendl Tobias Arlt                                      | Toni Eggert Sascha Benecken                                  |
| 2011  | Tobias Wendl Tobias Arlt             | Andreas Linger Wolfgang Linger                                | Christian Oberstolz Patrick Gruber                           |
| 2010  | André Florschütz Torsten Wustlich    | Patric Leitner Alexander Resch                                | Christian Oberstolz Patrick Gruber                           |
| 2009  | Christian Oberstolz Patrick Gruber   | Patric Leitner Alexander Resch                                | Andreas Linger Wolfgang Linger                               |
| 2008  | Patric Leitner Alexander Resch       | Christian Oberstolz Patrick Gruber                            | Andreas Linger Wolfgang Linger                               |
| 2007  | Patric Leitner Alexander Resch       | Christian Oberstolz Patrick Gruber                            | Gerhard Plankensteiner Oswald Haselrieder                    |
| 2006  | Patric Leitner Alexander Resch       | Christian Oberstolz Patrick Gruber                            | André Florschütz Torsten Wustlich                            |
| 2005  | Christian Oberstolz Patrick Gruber   | André Florschütz Torsten Wustlich                             | Andreas Linger Wolfgang Linger                               |
| 2004  | Patric Leitner Alexander Resch       | André Florschütz Torsten Wustlich                             | Christian Oberstolz Patrick Gruber                           |
| 2003  | Mark Grimmette Brian Martin          | Patric Leitner Alexander Resch                                | Markus Schiegl Tobias Schiegl                                |
| 2002  | Patric Leitner Alexander Resch       | Steffen Skel Steffen Wöller                                   | Markus Schiegl Tobias Schiegl                                |
| 2001  | Steffen Skel Steffen Wöller          | André Florschütz Torsten Wustlich                             | Patric Leitner Alexander Resch                               |
| 2000  | Patric Leitner Alexander Resch       | Steffen Skel Steffen Wöller                                   | Mark Grimmette Brian Martin                                  |
| 1999  | Mark Grimmette Brian Martin          | Markus Schiegl Tobias Schiegl                                 | Patric Leitner Alexander Resch                               |
| 1998  | Mark Grimmette Brian Martin          | Kurt Brugger Wilfried Huber                                   | Gerhard Plankensteiner Oswald Haselrieder                    |
| 1997  | Chris Thorpe Gordy Sheer             | Gerhard Plankensteiner Oswald Haselrieder                     | Markus Schiegl Tobias Schiegl                                |
| 1996  | Stefan Krauße Jan Behrendt           | Yves Mankel Thomas Rudolph                                    | Chris Thorpe Gordy Sheer                                     |
| 1995  | Stefan Krauße Jan Behrendt           | Kurt Brugger Wilfried Huber                                   | Chris Thorpe Gordy Sheer                                     |
| 1994  | Stefan Krauße Jan Behrendt           | Markus Schiegl Tobias Schiegl                                 | Steffen Skel Steffen Wöller                                  |
| 1993  | Hansjörg Raffl Norbert Huber         | Kurt Brugger Wilfried Huber                                   | Stefan Krauße Jan Behrendt                                   |
| 1992  | Hansjörg Raffl Norbert Huber         | Yves Mankel Thomas Rudolph                                    | Stefan Krauße Jan Behrendt                                   |
| 1991  | Hansjörg Raffl Norbert Huber         | Stefan Krauße Jan Behrendt                                    | Kurt Brugger Wilfried Huber                                  |
| 1990  | Hansjörg Raffl Norbert Huber         | Kurt Brugger Wilfried Huber                                   | Stefan Ilsanker (lugeur) Georg Hackl                         |
| 1989  | Hansjörg Raffl Norbert Huber         | Stefan Krauße Jan Behrendt                                    | Jörg Hoffmann Jochen Pietzsch                                |
| 1988  | Yevgeny Belousov Aleksandr Beliakov  | Stefan Ilsanker (lugeur) Georg Hackl                          | Hansjörg Raffl Norbert Huber Vitali Melnik Dmitrij Aleksejew |
| 1987  | Thomas Schwab Wolfgang Staudinger    | Stefan Ilsanker (lugeur) Georg Hackl                          | Hansjörg Raffl Norbert Huber                                 |
| 1986  | Hansjörg Raffl Norbert Huber         | Thomas Schwab Wolfgang Staudinger                             | Stefan Ilsanker (lugeur) Georg Hackl                         |
| 1985  | Hansjörg Raffl Norbert Huber         | Georg Fluckinger Franz Wilhelmer                              | Rene Keller Lutz Kühnlenz                                    |
| 1984  | Jörg Hoffmann Jochen Pietzsch        | Georg Fluckinger Franz Wilhelmer Hansjörg Raffl Norbert Huber |                                                              |
| 1983  | Hansjörg Raffl Norbert Huber         | Hans Stangassinger Franz Wembacher                            | Thomas Schwab Wolfgang Staudinger Juri Ejssaks Eynar Veikcha |
| 1982  | Günther Lemmerer Reinhold Sulzbacher | Georg Fluckinger Karl Schrott                                 | Juri Ejssaks Eynar Veikcha                                   |
| 1981  | Günther Lemmerer Reinhold Sulzbacher | Hansjörg Raffl Norbert Huber                                  | Hans Stangassinger Franz Wembacher                           |
| 1980  | Günther Lemmerer Reinhold Sulzbacher | Georg Fluckinger Karl Schrott                                 | Peter Gschnitzer Karl Brunner                                |
| 1979  | Peter Gschnitzer Karl Brunner        | Georg Fluckinger Karl Schrott                                 | Hans Brandner Balthasar Schwarm                              |
| 1978  | Peter Gschnitzer Karl Brunner        | Hans Brandner Balthasar Schwarm                               | Stefan Hölzlwimmer Rudolf Größwang                           |

### Classement général Doubles Femmes (gros globe)
| Année | Vainqueur                      | Deuxième                              | Troisième                             |
| 2025  | Selina Egle Lara Kipp          | Jessica Degenhardt Cheyenne Rosenthal | Chevonne Forgan Sophia Kirkby         |
| 2024  | Andrea Vötter Marion Oberhofer | Jessica Degenhardt Cheyenne Rosenthal | Dajana Eitberger Saskia Schirmer      |
| 2023  | Andrea Vötter Marion Oberhofer | Selina Egle Lara Kipp                 | Jessica Degenhardt Cheyenne Rosenthal |

### Classement général Relais
| Année | Vainqueur     | Deuxième                      | Troisième  |
| 2025  | Autriche      | Allemagne                     | Lettonie   |
| 2024  | Allemagne     | Autriche                      | États-Unis |
| 2023  | Allemagne     | Lettonie                      | Autriche   |
| 2022  | Allemagne     | Lettonie                      | Autriche   |
| 2021  | Allemagne     | Russie                        | Lettonie   |
| 2020  | Italie Russie |                               | Allemagne  |
| 2019  | Allemagne     | Russie                        | Lettonie   |
| 2018  | Allemagne     | Autriche                      | Canada     |
| 2017  | Allemagne     | Lettonie                      | Russie     |
| 2016  | Allemagne     | Russie                        | États-Unis |
| 2015  | Allemagne     | Russie                        | États-Unis |
| 2014  | Allemagne     | Canada                        | États-Unis |
| 2013  | Allemagne     | Italie                        | États-Unis |
| 2012  | Allemagne     | Canada                        | Russie     |
| 2011  | Allemagne     | Italie                        | Russie     |
| 2010  | Allemagne     | Autriche                      | Canada     |
| 2009  | Allemagne     | Autriche                      | États-Unis |
| 2008  | Allemagne     | États-Unis                    | Autriche   |
| 2007  | Canada        | États-Unis                    | Allemagne  |
| 2006  | Italie        | États-Unis Allemagne Autriche |            |
| 2005  | Allemagne     | Italie                        | États-Unis |
| 2004  | Allemagne     | Italie                        | Autriche   |

### Classements par discipline Hommes (petit globe)

#### Classique
| Année | Vainqueur       | Deuxième            | Troisième       |
| 2024  | Max Langenhan   | Kristers Aparjods   | Jonas Müller    |
| 2023  | Felix Loch      | Dominik Fischnaller | Max Langenhan   |
| 2022  | Johannes Ludwig | Wolfgang Kindl      | Felix Loch      |
| 2021  | Felix Loch      | Johannes Ludwig     | Nico Gleirscher |

#### Sprint
| Année | Vainqueur                    | Deuxième                   | Troisième         |
| 2024  | Max Langenhan                | Felix Loch                 | Kristers Aparjods |
| 2023  | Dominik Fischnaller          | David Gleirscher           | Jonas Müller      |
| 2022  | Wolfgang Kindl               | Dominik Fischnaller        | Roman Repilov     |
| 2021  | Felix Loch Kevin Fischnaller |                            | Semen Pavlichenko |
| 2020  | Roman Repilov                | Semen Pavlichenko          | Semen Pavlichenko |
| 2019  | Roman Repilov                | Semen Pavlichenko          | Reinhard Egger    |
| 2018  | Wolfgang Kindl               | Felix Loch Johannes Ludwig |                   |
| 2017  | Roman Repilov                | Felix Loch                 | Chris Mazdzer     |
| 2016  | Felix Loch                   | Wolfgang Kindl             | Johannes Ludwig   |
| 2015  | Andi Langenhan               | Wolfgang Kindl             | Felix Loch        |

### Classements par discipline Femmes (petit globe)

#### Classique
| Année | Vainqueur            | Deuxième         | Troisième            |
| 2024  | Julia Taubitz        | Anna Berreiter   | Madeleine Egle       |
| 2023  | Julia Taubitz        | Dajana Eitberger | Anna Berreiter       |
| 2022  | Madeleine Egle       | Julia Taubitz    | Natalie Geisenberger |
| 2021  | Natalie Geisenberger | Julia Taubitz    | Madeleine Egle       |

#### Sprint
| Année | Vainqueur            | Deuxième             | Troisième            |
| 2024  | Julia Taubitz        | Emily Sweeney        | Kendija Aparjode     |
| 2023  | Julia Taubitz        | Dajana Eitberger     | Emily Sweeney        |
| 2022  | Julia Taubitz        | Madeleine Egle       | Natalie Geisenberger |
| 2021  | Julia Taubitz        | Natalie Geisenberger | Dajana Eitberger     |
| 2020  | Julia Taubitz        | Tatiana Ivanova      | Victoria Demchenko   |
| 2019  | Natalie Geisenberger | Dajana Eitberger     | Summer Britcher      |
| 2018  | Natalie Geisenberger | Summer Britcher      | Tatjana Hüfner       |
| 2017  | Natalie Geisenberger | Erin Hamlin          | Tatiana Ivanova      |
| 2016  | Dajana Eitberger     | Natalie Geisenberger | Summer Britcher      |
| 2015  | Natalie Geisenberger | Erin Hamlin          | Dajana Eitberger     |

### Classements par discipline Doubles Hommes (petit globe)

#### Classique
| Année | Vainqueur                   | Deuxième                    | Troisième                  |
| 2024  | Thomas Steu Wolfgang Kindl  | Tobias Wendl Tobias Arlt    | Mārtiņš Bots Roberts Plūme |
| 2023  | Tobias Wendl Tobias Arlt    | Toni Eggert Sascha Benecken | Mārtiņš Bots Roberts Plūme |
| 2022  | Toni Eggert Sascha Benecken | Tobias Wendl Tobias Arlt    | Andris Šics Juris Šics     |
| 2021  | Thomas Steu Lorenz Koller   | Toni Eggert Sascha Benecken | Andris Šics Juris Šics     |

#### Sprint
| Année | Vainqueur                   | Deuxième                                            | Troisième                         |
| 2024  | Mārtiņš Bots Roberts Plūme  | Tobias Wendl Tobias Arlt Thomas Steu Wolfgang Kindl |                                   |
| 2023  | Tobias Wendl Tobias Arlt    | Toni Eggert Sascha Benecken                         | Juri Gatt Riccardo Schöpf         |
| 2022  | Andris Šics Juris Šics      | Toni Eggert Sascha Benecken                         | Tobias Wendl Tobias Arlt          |
| 2021  | Thomas Steu Lorenz Koller   | Andris Šics Juris Šics                              | Toni Eggert Sascha Benecken       |
| 2020  | Andris Šics Juris Šics      | Toni Eggert Sascha Benecken                         | Tobias Wendl Tobias Arlt          |
| 2019  | Toni Eggert Sascha Benecken | Thomas Steu Lorenz Koller                           | Andris Šics Juris Šics            |
| 2018  | Andris Šics Juris Šics      | Matthew Mortensen Jayson Terdiman                   | Tobias Wendl Tobias Arlt          |
| 2017  | Toni Eggert Sascha Benecken | Tobias Wendl Tobias Arlt                            | Matthew Mortensen Jayson Terdiman |
| 2016  | Tobias Wendl Tobias Arlt    | Toni Eggert Sascha Benecken                         | Peter Penz Georg Fischler         |
| 2015  | Toni Eggert Sascha Benecken | Tobias Wendl Tobias Arlt                            | Andris Šics Juris Šics            |

### Classements par discipline Doubles Femmes (gros globe)

#### Classique
| Année | Vainqueur                             | Deuxième                              | Troisième                        |
| 2024  | Jessica Degenhardt Cheyenne Rosenthal | Andrea Vötter Marion Oberhofer        | Dajana Eitberger Saskia Schirmer |
| 2023  | Andrea Vötter Marion Oberhofer        | Jessica Degenhardt Cheyenne Rosenthal | Selina Egle Lara Kipp            |

#### Sprint
| Année | Vainqueur                                            | Deuxième                       | Troisième                        |
| 2024  | Selina Egle Lara Kipp                                | Andrea Vötter Marion Oberhofer | Dajana Eitberger Saskia Schirmer |
| 2023  | Andrea Vötter Marion Oberhofer Selina Egle Lara Kipp |                                | Anda Upīte Sanija Ozoliņa        |

## Record de victoires
: actif en 2024/2025 

sprint :  compétition apparue lors de la saison 2014-2015

### Hommes
| Place | Nom               | Simple | Sprint | Total |
| ----- | ----------------- | ------ | ------ | ----- |
| 1     | Armin Zöggeler    | 57     | -      | 57    |
| 2     | Felix Loch        | 43     | 9      | 52    |
| 3     | / Georg Hackl     | 33     | -      | 33    |
| 3     | Markus Prock      | 33     | -      | 33    |
| 5     | Max Langenhan     | 14     | 4      | 18    |
| 6     | Albert Demtchenko | 15     | -      | 15    |
| 7     | Semen Pavlichenko | 9      | 4      | 13    |
| 8     | Paul Hildgartner  | 11     | -      | 11    |
| 8     | Wolfgang Kindl    | 7      | 4      | 11    |
| 10    | David Möller      | 10     | -      | 10    |
| 10    | Jens Müller       | 10     | -      | 10    |
| 10    | Johannes Ludwig   | 10     | -      | 10    |

### Femmes
| Place | Nom                     | Simple | Sprint | Total |
| ----- | ----------------------- | ------ | ------ | ----- |
| 1     | Natalie Geisenberger    | 48     | 4      | 52    |
| 2     | Tatjana Hüfner          | 38     | -      | 38    |
| 3     | Sylke Otto              | 37     | -      | 37    |
| 3     | Silke Kraushaar-Pielach | 36     | -      | 36    |
| 5     | Julia Taubitz           | 19     | 11     | 30    |
| 6     | Tatiana Ivanova         | 13     | 4      | 17    |
| 7     | Madeleine Egle          | 14     | 2      | 16    |
| 8     | / Gabriele Kohlisch     | 13     | -      | 13    |
| 8     | Gerda Weissensteiner    | 13     | -      | 13    |
| 10    | Jana Bode               | 11     | -      | 11    |
| 11    | Cerstin Schmidt         | 8      | -      | 8     |

### Doubles
| Place | Nom                 | Doubles | Sprint | Total |
| ----- | ------------------- | ------- | ------ | ----- |
| 1     | Arlt / Wendl        | 51      | 6      | 57    |
| 2     | Toni Eggert         | 44      | 11     | 55    |
| 2     | Sascha Benecken     | 43      | 11     | 54    |
| 3     | Resch / Leitner     | 34      | -      | 34    |
| 4     | Hansjörg Raffl      | 28      | -      | 28    |
| 5     | Norbert Huber       | 27      | -      | 27    |
| 5     | / Behrendt / Krauße | 27      | -      | 27    |
| 7     | Gruber / Oberstolz  | 16      | 1      | 17    |
| 8     | Linger / Linger     | 15      | -      | 15    |